# ダイバリオン
ダイバリオン（英: Dibaryon）は6つのクォークから構成される仮説上の複合粒子である。一度形成されるとかなり安定に存在すると予測されている。ロバート・ジャッフェが2つのudsハイペロンが結合したudsudsというクォーク組成からなるHダイバリオンの存在の可能性を1977年に初めて指摘した。
ダイバリオンの崩壊や相互作用を検出する多くの実験が提案されており、1990年代にダイバリオンの崩壊の候補とされる現象がいくつか観測されたがまだ確定はしていない。
ハイペロンやHダイバリオン等のストレンジネスを持った粒子は中性子星の内部で形成されると推定されている。理論によると、中性子の大きな破片がハイペロンに変化し、中性子星がブラックホールへ崩壊する初期の段階で重合してダイバリオンになるとされている。これらのダイバリオンは崩壊の過程ですぐにクォークグルーオンプラズマか、もしくは物質の未知の状態に変化する。